# Damocles Point
Damocles Point är en udde i Antarktis. Den ligger i Västantarktis. Argentina, Chile och Storbritannien gör anspråk på området.
Terrängen inåt land är lite bergig. Havet är nära Damocles Point österut. Trakten är obefolkad. Det finns inga samhällen i närheten.